# Selección de béisbol de España
La selección de béisbol de España es el equipo oficial que representa a España en eventos internacionales de este deporte. Está integrada por jugadores de nacionalidad española y gestionada por la Real Federación Española de Béisbol y Sófbol (RFEBS).
Tras décadas de pocos éxitos, la selección está regresando a sus triunfos históricos, tanto a nivel de clubes como a nivel de competiciones europeas, lo que les permite codearse con selecciones más poderosas por historia como Países Bajos e Italia.

## Historial
- Juegos Olímpicos
  - Barcelona 1992: 8.º

- Copa Mundial de Béisbol
  - Italia 1988: 12.º
  - Italia 1998: 14.º
  - Países Bajos 2005: 14.º
  - Unión Europea 2009: 12.º

- Copa Mundial de Béisbol
  - Estados Unidos / Japón / Puerto Rico / Taiwán 2013: 15.º

- Copa Intercontinental de Béisbol
  - España 1991: 8.º
  - Italia 1993: 11.º
  - Cuba 1995: 9.º
  - España 1997: 8.º

- Haarlem Baseball Week
  - 2024: 5.º[1]
- Campeonato de Europa de Béisbol

| - Bélgica 1954: - España 1955: - Italia 1956: 4.º - Alemania 1957: 4.º - Países Bajos 1958: 5.º - España 1960: - Países Bajos 1962: - Italia 1964: - España 1965: 4.º - Bélgica 1967: 4.º - Alemania 1969: - Italia 1971: 6.º - Países Bajos 1973: - España 1975: 4.º - Países Bajos 1977: 4.º - Italia 1979: No Compitió - Países Bajos 1981: No Compitió - Italia 1983: 4.º | - Países Bajos 1985: 5.º - España 1987: - Francia 1989: - Italia 1991: - Suecia 1993: 5.º - Países Bajos 1995: 4.º - Francia 1997: - Italia 1999: 5.º - Alemania 2001: 6.º - Países Bajos 2003: - República Checa 2005: - España 2007: - Alemania 2010: 9.º - Países Bajos 2012: - República Checa/Alemania 2014: - Países Bajos 2016: - Alemania 2019: - Italia 2021: 4.º - República Checa 2023: |

## Categorías inferiores
| Selección Sub-23 - Mundial Sub-23: - Europeo Sub-23: Selección Sub-21 - Europeo Sub-21: - Campeón (1): 2008 Selección Sub-18 - Mundial Sub-18: - Europeo Sub-18: - Campeón (1): 2022 - Subcampeón (5) - Tercer puesto (11) | Selección Sub-15 - Mundial Sub-15: - Europeo Sub-15: - Subcampeón (2) - Tercer puesto (4) Selección Sub-12 - Mundial Sub-12: - Europeo Sub-12: |